# Sandra Soldan
Sandra Soldan (Río de Janeiro, 27 de diciembre de 1973) es una deportista brasileña que compitió en triatlón y acuatlón. Ganó una medalla de oro en el Campeonato Mundial de Acuatlón de 2002.

## Palmarés internacional
| Campeonato Mundial | Campeonato Mundial | Campeonato Mundial | Campeonato Mundial |
| Año                | Lugar              | Medalla            | Prueba             |
| ------------------ | ------------------ | ------------------ | ------------------ |
| 2002               | Cancún (México)    | Medalla de oro     | Individual         |